# Landorthe
Landorthe är en kommun i departementet Haute-Garonne i regionen Occitanien i södra Frankrike. Kommunen ligger i kantonen Saint-Gaudens som tillhör arrondissementet Saint-Gaudens. År 2022 hade Landorthe 1 028 invånare.

## Befolkningsutveckling
Antalet invånare i kommunen Landorthe
Referens:INSEE